# مملینگ ۹۵۶۲
سیارک ۹۵۶۲ (به انگلیسی: 9562 Memling، نامگذاری:1987RG) نه هزار و پانصد و شصت و دومین سیارک کشف شده‌است که در ۱ سپتامبر ۱۹۸۷ کشف شد.